# ジェロナ・グラ

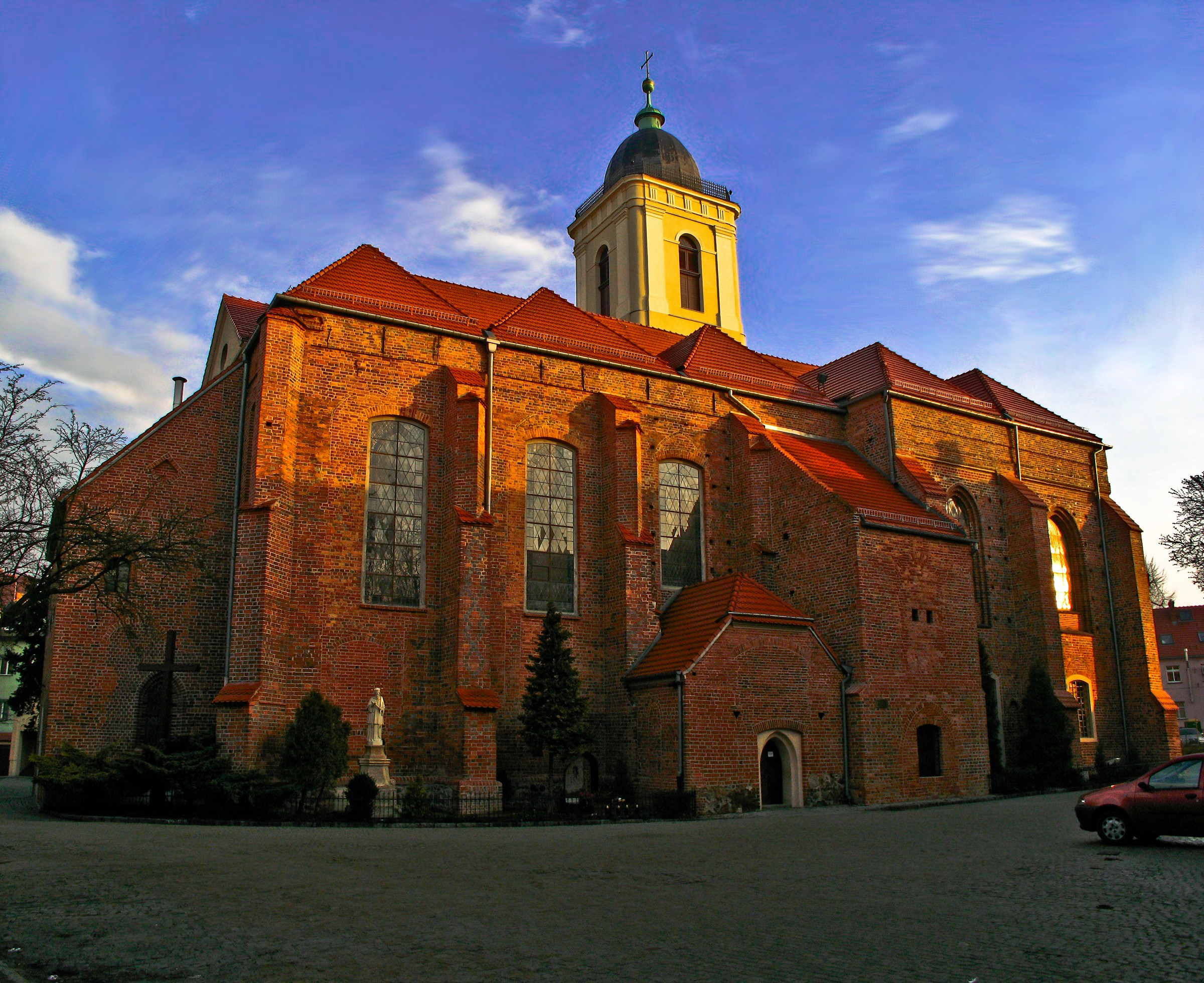
聖ヤドウィガ聖堂

ジェロナ・グラ（ポーランド語: Zielona Góra [ʑɛˈlɔna ˈɡura] ( 音声ファイル), ドイツ語: Grünberg（グリューンベルク））は、ポーランドの西部、ルブシュ県の都市である。市名の意味は、ポーランド語とドイツ語で同じく「緑の山」となる。

## 歴史

### 初期から中世
ジェロナ・グラ一帯の最初の定住地ができたのは、ポーランド王ミェシュコ1世の時代、Złota Łączaの小川近くの谷であった。最古の定住地は農業地帯であり、後にポズナンからジャガン、さらにはラウジッツへと向かう道路上の交易地点へと発展した 。書き残されたスラヴ人定住地の日付の記録は1222年で、ヘンリク・ブロダティによれば人口は増加傾向にあったという。その他の公文書は、1302年に定住地があったという日付を残している 。
ジェロナ・グラ地方はドイツ人の東方植民が行われていた13世紀半ば、ドイツ人植民者の流入を受けた。定住地は1323年にマクデブルク法の一例としてクロッセナー・レヒト（Crossener Recht）の都市となった。初期の町の紋章についての記録は、1421年からあるが、14世紀初頭以降に紋章がアレンジされたと信じられてきた。トルンにある町の公文書館にある記録では、1400年以前はGRVNINBERGの名前が入った印章を用いていた。このGRVNINBERGとは、ドイツ語名グリューンベルクの初期の綴りである。
1294年、グウォグフ公ヘンリク3世がシレジアの守護聖人ヤドヴィガ・シロンスカ（ドイツ語名ヘートヴィヒ・フォン・アンデクス）へ捧げる教会を建てた。この建物『聖ヤドウィガ聖堂』（konkatedra św. Jadwigi w Zielonej Górze）は、今日市で最も古い建物である。市の近くにある木造の城は1272年頃建てられ、1358年から1365年までヨハン・フォン・シュタイナウ公の住居となっていた。ヨハンは自分の領土をグウォグフ公ヘンリク5世へ割譲した。1477年、町は近接するブランデンブルク選帝侯の5,000人に及ぶ強力な軍を退けた。ブランデンブルク選帝侯は、グウォグフ公の継承を巡る戦争の最中にその領土を奪おうとしたのであった。1488年、ジャガン公ヤン2世は敵が使用するのを妨げようと城を破壊した 。

### 外国人支配

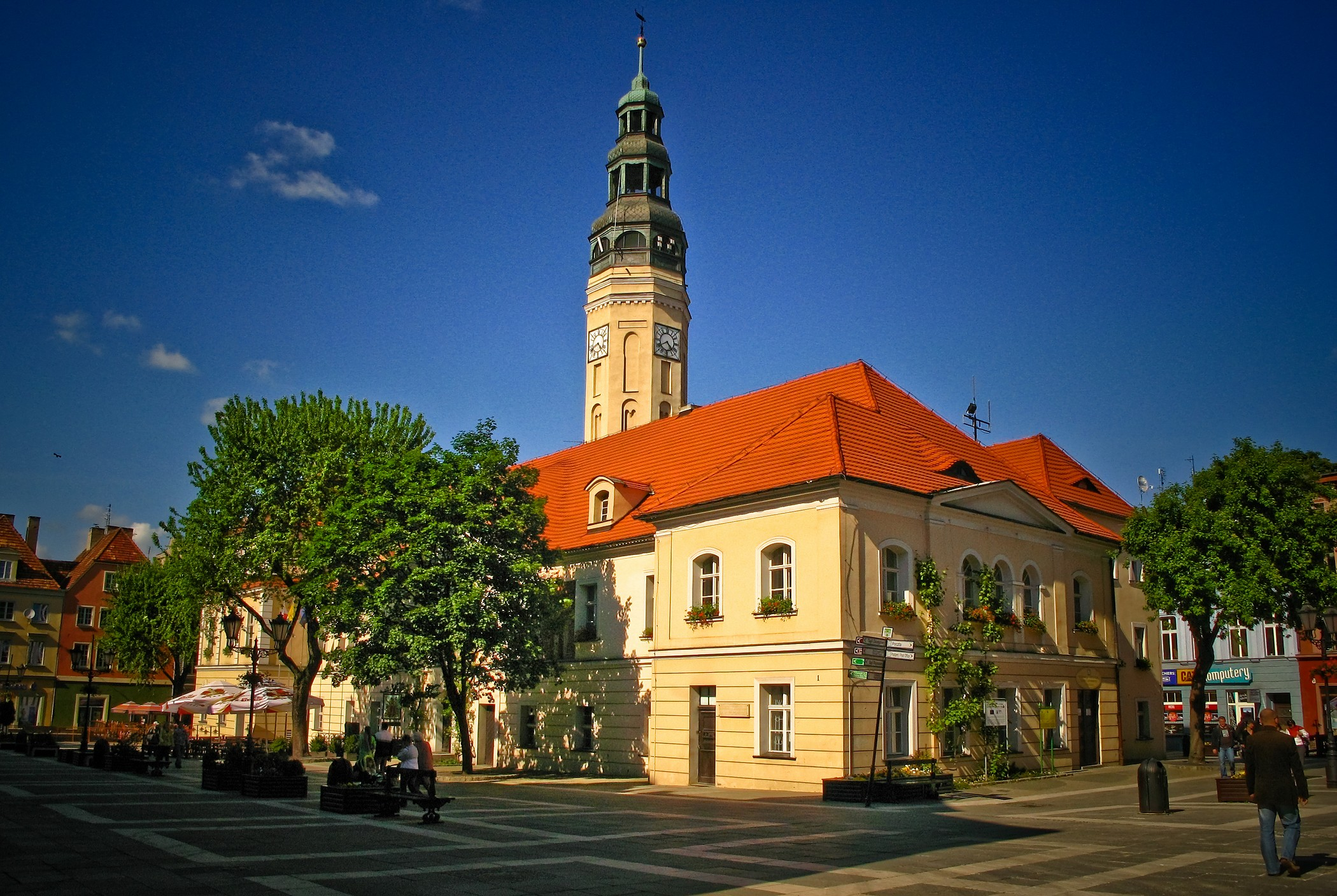
市場広場にあるタウンホール

ジャガン公国が崩壊後、町はボヘミア王国に下った。グリューンベルクはジャガンの聖職者パウル・レンベルクの努力により、宗教改革時代にルーテル教会へと改宗した。市は17世紀の間、特に三十年戦争とその後の10年の間に台頭した。グリューンベルクは、略奪、債務、自治都市住民の移入、そして大火に耐え抜いた。1651年、反宗教改革の最中、オーストリアはプロテスタントを抑圧し、カトリックを再導入した。市は過酷なドイツ化に従属し、ドイツ人職人はポーランド人職人を、ギルドの組合員として働くことを許すどのようなしきたりからも閉め出した。徴兵制度によって暴動が引き起こされ、多くのポーランド人が逮捕・拘禁されたことで終わった。
七年戦争を終結させたブレスラウ条約によって、1742年にグリューンベルクはプロイセン王国へ併合された。プロイセン人は市へ信仰の寛容を導入した。1746年から1747年、プロテスタントの教区教会Zum Garten Christ が建設された。カトリック教徒のポーランド人らは後に対抗して異なった取り扱いをした。市の織物業は18世紀の終わりにブームとなり、1800年以降は市壁の大部分が撤去され、市の拡張が許された。織物産業は、産業革命に適応する間の1820年代に、ロシア帝国によって輸入禁止がされたことで被害を受けた。市の経済は、多くの業者がポーランド立憲王国へ移住した後に復活し始めた。
この時代に、ポーランド人人口は、一部は市の経済復興に貢献しながら残りながらも、ドイツ化に押されて田舎へと移った。ポーランド人の教会は1809年まで付随的なままに置かれた。1898年には、ポーランド職人協会（Towarzystwo Polskich Rzemieślników）がカジミェシュ・リソウスキによって設立された。
ナポレオン戦争の終わった1816年以後、グリューンベルクはシュレージエン県の地区の中で管理された。1871年、ドイツ統一によってドイツ帝国の一部となった。イギリス人生産業者らが市にある織物工場の一部を1870年代から1880年代に購入した1885年、グリューンベルク人口の大半を占める14,396人がプロテスタントであった。市は1871年に鉄道の路線グロガウ＝グリューンベルク＝グーベン線が初めて開通した。1904年にはクルジストコヴィツェへと連結した。1905年にはヴォルシティン、1911年にはローカル路線でシュジュプロタヴァへとつながった。

### 20世紀

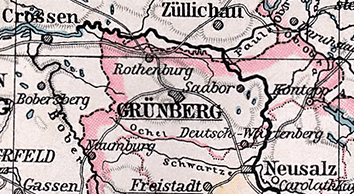
ドイツ領時代のグリューンベルクの地図

1919年、グリューンベルクはヴァイマル共和国のニーダーシュレージエン県の一部となった。1922年4月1日には独立市となったが、ナチス・ドイツ時代の1933年10月1日にはこの地位が無効となった。
第二次世界大戦末期の1945年、ソビエト連邦の指揮する赤軍が、小さな戦いの後にグリューンベルクを占領した 。戦後のポツダム会談によって、市はポーランドの管理下に置かれた。残留していたドイツ系住民は追放され、ソビエトが併合した旧ポーランド領からやってきた人々が市へ移住した。市は正式にポーランド語名のジェロナ・グラに改名し、18世紀に建てられたプロテスタントの教会は、カトリックのチェンストホヴァの聖母教会（Kościół Matki Boskiej Częstochowskiej）へと再建された。
ジェロナ・グラ大学が2001年に開学した。市にはカトリックのジェロナ・グラ＝ゴジュフ司教座がある。

## 気候
| ジェロナ・グラ (1991–2020)の気候    | ジェロナ・グラ (1991–2020)の気候 | ジェロナ・グラ (1991–2020)の気候 | ジェロナ・グラ (1991–2020)の気候 | ジェロナ・グラ (1991–2020)の気候 | ジェロナ・グラ (1991–2020)の気候 | ジェロナ・グラ (1991–2020)の気候 | ジェロナ・グラ (1991–2020)の気候 | ジェロナ・グラ (1991–2020)の気候 | ジェロナ・グラ (1991–2020)の気候 | ジェロナ・グラ (1991–2020)の気候 | ジェロナ・グラ (1991–2020)の気候 | ジェロナ・グラ (1991–2020)の気候 | ジェロナ・グラ (1991–2020)の気候 |
| 月                                  | 1月                              | 2月                              | 3月                              | 4月                              | 5月                              | 6月                              | 7月                              | 8月                              | 9月                              | 10月                             | 11月                             | 12月                             | 年                               |
| ----------------------------------- | -------------------------------- | -------------------------------- | -------------------------------- | -------------------------------- | -------------------------------- | -------------------------------- | -------------------------------- | -------------------------------- | -------------------------------- | -------------------------------- | -------------------------------- | -------------------------------- | -------------------------------- |
| 最高気温記録 °C （°F）              | 15.1 (59.2)                      | 20.4 (68.7)                      | 24.2 (75.6)                      | 30.4 (86.7)                      | 31.2 (88.2)                      | 36.9 (98.4)                      | 36.6 (97.9)                      | 36.8 (98.2)                      | 32.7 (90.9)                      | 27.6 (81.7)                      | 19.8 (67.6)                      | 15.4 (59.7)                      | 36.9 (98.4)                      |
| 平均最高気温 °C （°F）              | 1.5 (34.7)                       | 3.1 (37.6)                       | 7.6 (45.7)                       | 12.7 (54.9)                      | 18.7 (65.7)                      | 21.1 (70)                        | 23.1 (73.6)                      | 23.0 (73.4)                      | 18.0 (64.4)                      | 12.6 (54.7)                      | 6.0 (42.8)                       | 2.8 (37)                         | 12.52 (54.54)                    |
| 日平均気温 °C （°F）                | −0.9 (30.4)                      | 0.1 (32.2)                       | 3.6 (38.5)                       | 7.9 (46.2)                       | 13.4 (56.1)                      | 16.1 (61)                        | 18.1 (64.6)                      | 18.0 (64.4)                      | 13.6 (56.5)                      | 8.8 (47.8)                       | 3.4 (38.1)                       | 0.5 (32.9)                       | 8.55 (47.39)                     |
| 平均最低気温 °C （°F）              | −3.2 (26.2)                      | −2.6 (27.3)                      | 0.3 (32.5)                       | 3.8 (38.8)                       | 8.7 (47.7)                       | 11.8 (53.2)                      | 13.8 (56.8)                      | 13.6 (56.5)                      | 9.9 (49.8)                       | 5.7 (42.3)                       | 1.1 (34)                         | −1.7 (28.9)                      | 5.1 (41.17)                      |
| 最低気温記録 °C （°F）              | −23.1 (−9.6)                     | −29.5 (−21.1)                    | −17.2 (1)                        | −5.9 (21.4)                      | −3.4 (25.9)                      | 2.2 (36)                         | 6.9 (44.4)                       | 4.5 (40.1)                       | 1.1 (34)                         | −5.8 (21.6)                      | −12.4 (9.7)                      | −20.1 (−4.2)                     | −29.5 (−21.1)                    |
| 降水量 mm （inch）                  | 44.2 (1.74)                      | 35.6 (1.402)                     | 45.2 (1.78)                      | 30.6 (1.205)                     | 52.7 (2.075)                     | 55.7 (2.193)                     | 90.1 (3.547)                     | 65.2 (2.567)                     | 48.3 (1.902)                     | 40.9 (1.61)                      | 40.5 (1.594)                     | 39.7 (1.563)                     | 588.7 (23.178)                   |
| 降雪量 cm （inch）                  | 115.7 (45.55)                    | 101.5 (39.96)                    | 46.2 (18.19)                     | 5.2 (2.05)                       | 0 (0)                            | 0 (0)                            | 0 (0)                            | 0 (0)                            | 0 (0)                            | 0.6 (0.24)                       | 13.4 (5.28)                      | 63.6 (25.04)                     | 346.2 (136.31)                   |
| 平均降雨日数                        | 10.2                             | 8.6                              | 9.5                              | 6.2                              | 8.4                              | 8.8                              | 10.1                             | 8.2                              | 7.8                              | 8.1                              | 8.1                              | 9.6                              | 103.6                            |
| 平均降雪日数                        | 14.1                             | 11.7                             | 5.4                              | 0.7                              | 0                                | 0                                | 0                                | 0                                | 0                                | 0.2                              | 2.7                              | 8.4                              | 43.2                             |
| % 湿度                              | 87.7                             | 83.1                             | 76.3                             | 65.7                             | 66.5                             | 67.1                             | 67.3                             | 68.3                             | 76.3                             | 83.2                             | 89.2                             | 89.4                             | 76.68                            |
| 平均月間日照時間                    | 51.7                             | 73.9                             | 121.8                            | 189.9                            | 225.1                            | 224.1                            | 239.2                            | 229.0                            | 159.5                            | 111.6                            | 56.6                             | 42.1                             | 1,724.5                          |
| 出典：Promedios y totales mensuales |                                  |                                  |                                  |                                  |                                  |                                  |                                  |                                  |                                  |                                  |                                  |                                  |                                  |

## ワイン
ジェロナ・グラは数世紀に渡ってワインの生産で知られる。現在ポーランド国内で白ワインが作られている2箇所の1つである（もう1つはマゾフシェ地方のヴァルカ）。ジェロナ・グラ周囲の最初のワイナリーは1314年に建てられた。ジェロナ・グラ近郊のパラディジ修道院（Paradyżとは天国を意味する）で、聖職者らが1250年からワインを作ってきた。最盛期にはこの地方でおよそ4,000箇所のブドウ畑があり、ジェロナ・グラだけでも2,500箇所あった。最も有名なワインは『モンテ・ヴェルデ』（Monte Verde）と呼ばれる。共産主義体制の頃、ワイン生産は減産されたが、1990年から復活した。しかし、現在ワインはもはやジェロナ・グラ市では生産されていない（最後のワイナリーは1990年代初頭に閉鎖した）。1852年から、毎年ジェロナ・グラ・ワイン・フェスティヴァルが市内で開催されている。

## 交通
- ジェロナ・グラ空港 - ジェロナ・グラ北西の町バビモストにある。かつてはポーランド空軍の基地であった。現在はポーランド西部の重要なハブ空港で、国内で10番目の繁忙空港である。現在は首都ワルシャワ間の定期便が毎日ある。

## ジェロナ・グラ出身の著名人
- ルドルフ・ハイム:哲学者
- オットー・ユーリウス・ビーアバウム:作家

## 姉妹都市及び友好都市
- ニトラ、スロバキア
- トロワ、フランス
- フェルデン、ドイツ
- コトブス、ドイツ
- ヘルモント、オランダ
- ラクイラ、イタリア
- ビストリツァ、ルーマニア
- オーロラ、アメリカ合衆国
- クラリェヴォ、セルビア
- 無錫市、中華人民共和国
- イヴァーノ・フランキーウシク、ウクライナ